# Centre Gervais Auto
Le centre Gervais Auto (anciennement, le centre Bionest), est un centre sportif multifonctionnel situé dans la ville de Shawinigan au Québec et inauguré en 2008. Les Cataractes de Shawinigan, équipe de hockey de la LHJMQ y résident depuis son ouverture. Sa capacité est de 4 125 sièges.

## Historique
L'Aréna Jacques Plante devenu désuet et coûteux en entretien est de moins en moins bien vu par les citoyens et montre plusieurs signes de vieillesse. Non conforme aux nouvelles règles environnementales, on estime en 2003 que le système de refroidissement au fréon devra être remplacé dès 2004.
Plutôt que de rénover l'ancien aréna, on choisit donc de construire un nouveau centre sportif. Ce centre sportif, partiellement financé par les programmes d’aide gouvernementale peut accueillir plus de gens, mais également accueillir des compétitions olympiques puisque la patinoire a des dimensions internationales (environ 4 m de large de plus). Pour sa construction, la ville achète le terrain de l’ancienne usine BF Goodrich de Shawinigan.
D'abord connu sous le nom d'Amphithéâtre Shawinigan, il est renommé le 15 mars 2009 pour le centre Bionest.
Le Centre Bionest a notamment accueilli la Coupe Memorial 2012 et les Jeux du Québec à l'été 2012.
Le 9 septembre 2013, le centre est renommé centre Gervais Auto selon une entente de cinq ans où l'entreprise versera 50 000 $ par année à la ville qui redistribuera 50 % de l'argent aux Cataractes de Shawinigan.

## Caractéristiques
La patinoire du centre multifonctionnel est rétractable en largeur afin d'accueillir diverses compétitions. Lors de sa construction, il est le premier amphithéâtre à offrir cette caractéristique. Le mécanisme à crémaillères permet d'élargir la patinoire en déplaçant la bande, le banc des punitions et les gradins dans un délai de 65 à 90 minutes.

## Coût et financement
Avec le nouveau centre multifonctionnel, la ville estime augmenter la moyenne du nombre de spectateurs aux parties de Cataractes d'environ 2 000 personnes à 3 300. La ville estime également pouvoir diminuer les coûts d'énergie de 35 à 50 %,.
Le budget prévu pour la construction du centre était à l'origine aux environs de 13,5 M$. En 2009, on estime le budget à 23,3 M$. Sur ces coûts, près de 11 M$ ont été financés par les gouvernements fédéraux et provinciaux, le programme ClimatSol du Ministère du Développement durable, de l'Environnement et des Parcs du Québec et Hydro-Québec.